# Hiroyuki Tomita
Hiroyuki Tomita, em japonês: 冨田洋之 Tomita Hiroyuki, (Osaka, 21 de novembro de 1980) é um ex-ginasta japonês que compete em provas de ginástica artística.
Tomita fez parte da equipe japonesa que disputou os Jogos Olímpicos de Atenas, em 2004, e os Jogos Olímpicos de Pequim, em 2008. Entre seus maiores êxitos, estão três medalhas olímpicas e oito medalhas em mundiais.

## Carreira
Iniciando a prática de desporto aos oito anos idade, Hiroyuki passou a ser treinado por Minoru Kano, no Central Sports. Em 1996, no Campeonato das Escolas do Japão, o ginasta conquistou a medalha de ouro no concurso geral. Em 2002, estreando em mundiais, o ginasta viajou a Debrecen, onde participou do Campeonato Mundial de Ginástica Artística. No evento, foi quarto colocado nas argolas. No ano posterior, na edição de Anaheim, o ginasta foi bronze por equipes e individual geral. Em sua primeira aparição olímpica, nos Jogos Olímpicos de Atenas, em 2004, o ginasta fez parte da equipe japonesa medalhista de ouro. Classificado para a final do individual geral, foi sexto, e nas barras paralelas, foi prata. Em 2005, no Campeonato Mundial de Melbourne, Tomita conquistou o título mundial no concurso geral, somando 56.698 pontos.
Em 2006, no Campeonato Mundial de Aarhus, Hiroyuki conquistou a medalha de bronze por equipes, e prata no individual geral e nas barras paralelas, ambos os eventos superado pelo chinês Yang Wei. No ano posterior, no Campeonato Mundial de Stuttgart, Tomita conquistou novamente a medalha de prata na competição por equipes. Em sua segunda aparição em Olimpíadas, o ginasta encerrou a competição dos exercícios coletivos na segunda colocação, atrás da equipe chinesa, medalhista de ouro. No evento geral individual, foi quarto. Na final da barra fixa, encerrou o evento na sexta colocação. Como último evento do ano, deu-se a Final da Copa do Mundo de Madrid, o ginasta terminou em sexto nas barras paralelas, e com a medalha de bronze na barra fixa.
Após a realização do evento, Hiroyuki anunciou oficialmente sua aposentadoria do desporto, passando a dedicar-se a carreira de treinador. Em 2009, o ginasta iniciou sua nova carreira, na Juntendo University, trabalhando ainda como professor de Ciências e Saúde do Esporte. Em fevereiro do mesmo ano, Tomita recebeu a certificação oficial de julgar competições de ginástica.

## Principais resultados
| Ano  | Evento                                    | AA                | Equipe            | Solo | Cavalo com alças | Argolas         | Salto sobre o cavalo | Barras paralelas | Barra fixa        |
| ---- | ----------------------------------------- | ----------------- | ----------------- | ---- | ---------------- | --------------- | -------------------- | ---------------- | ----------------- |
| 2002 | Campeonato Mundial de Ginástica Artística |                   |                   |      |                  | 4º              |                      |                  |                   |
| 2002 | Jogos Asiáticos                           |                   | Medalha de ouro   |      |                  | Medalha de ouro |                      |                  | Medalha de ouro   |
| 2003 | Campeonato Mundial de Ginástica Artística | Medalha de bronze | Medalha de bronze |      |                  |                 |                      |                  |                   |
| 2004 | Jogos Olímpicos                           | 6º                | Medalha de ouro   |      | 8º               | 4º              |                      | Medalha de prata |                   |
| 2005 | Campeonato Mundial de Ginástica Artística | Medalha de ouro   |                   |      | 8º               |                 |                      | 8º               |                   |
| 2006 | Campeonato Mundial de Ginástica Artística | Medalha de prata  | Medalha de bronze |      | 7º               |                 |                      | Medalha de prata | 4º                |
| 2006 | Jogos Asiáticos                           | Medalha de bronze | Medalha de prata  |      | Medalha de ouro  |                 |                      |                  |                   |
| 2007 | Campeonato Mundial de Ginástica Artística | 12º               | Medalha de prata  |      | 5º               | 8º              |                      |                  | 8º                |
| 2008 | Jogos Olímpicos                           | 4º                | Medalha de prata  |      | 8º               |                 |                      |                  | 7º                |
| 2008 | Copa do Mundo - Madrid                    |                   |                   |      |                  |                 |                      | 6º               | Medalha de bronze |